# 吉野町 (弘前市)
吉野町（よしのちょう）は、青森県弘前市の地名。2017年6月1日現在の人口は75人、世帯数は39世帯。郵便番号は036-8188。

## 地理
土淵川東岸に位置し、河岸に沿って弘南鉄道大鰐線が通る。北は山道町、東は住吉町、南は紙漉町、川をはさんで西は南川端町に接する。

## 歴史
- 1907年（明治40年） - 弘前市茂森町の醸造家、福島藤助が当地に当時東北有数の醸造工場を造ったのが始まり。
- 1920年（大正9年） - 長安倶楽部（祝賀会場）建設。
- 1948年（昭和23年） - 長安倶楽部が弘前保健所になる。
- 1963年（昭和38年） - 旧長安倶楽部は新築のために取り壊され弘前保健所になる。旧長安倶楽部庭園は小野病院（現：弘前中央病院）秀芳園になる。
- 弘前れんが倉庫美術館が開館した吉野町地区は、鍛冶町地区と共に文化・交流の面的空間の再生に向けて、弘前市の中心市街地活性化ビジョンで「文化交流エリア」にゾーニング。現在では、官民連携によるエリア一体で行う各ハード整備事業やソフト事業の実践による活性化が進められている。

### 沿革
- 1956年（昭和31年） - 富田・住吉町・山道町の一部から分離、吉野町になる。

### 地名の由来
- かつて富田にあった小字、吉田野の吉と野をとったもの。
- また、かつて工場が醸造した「吉野桜」にちなみ、これをとって工場の付近一帯を吉野町と呼んだものともある。

## 施設

### 美術館
弘前れんが倉庫美術館（旧・吉井酒造 煉瓦倉庫）

### 医療
- 弘前中央病院

### 交通
- 弘南鉄道大鰐線中央弘前駅

### 行政
- 中南地域県民局地域健康福祉部保健総室（弘前保健所）

## 小・中学校の学区
市立小・中学校に通う場合、学区は以下の通りとなる。
| 大字   | 番地 | 小学校             | 中学校             |
| ------ | ---- | ------------------ | ------------------ |
| 吉野町 | 全域 | 弘前市立大成小学校 | 弘前市立第三中学校 |

## 交通
- 弘南バス
  - 住吉入口（弘前駅 - 小栗山線、他）停留所。
- 弘南鉄道大鰐線
  - 中央弘前駅